# Miami Yacine

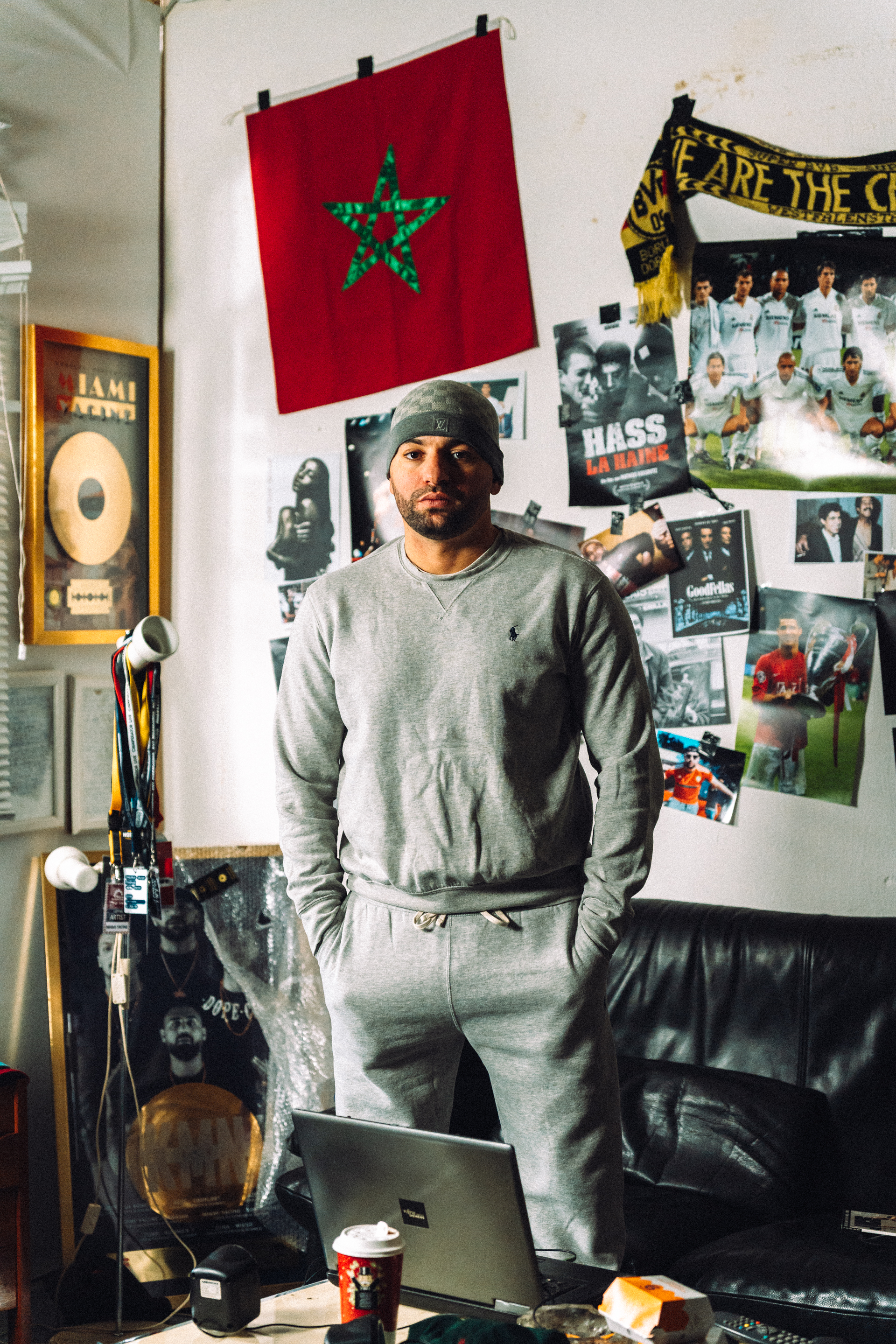
Miami Yacine

Miami Yacine [maɪˈæmiː yā-sīn'] (* 1991 in Dortmund; bürgerlich Yassine Baybah) ist ein deutscher Rapper marokkanischer Abstammung. Yacine gehörte von 2016 bis 2022 zur Dresdener Rap-Crew KMN Gang, zu der heute die Rapper Zuna, Azet und Albi zählen. Den Schallplattenauszeichnungen zufolge hat er über 900.000 zertifizierte Tonträger verkauft, davon mehr als 800.000 in Deutschland.

## Werdegang
Yacine wuchs in Dortmund auf. Seine Familie stammt aus der marokkanischen Präfektur Meknès. Im Jahr 2012 veröffentlichte Yacine ein Mixtape mit dem Titel Tag und Nacht zum kostenlosen Download. Im Juli 2016 stieß Miami Yacine zur Dresdner KMN Gang hinzu. Einem größeren Publikum wurde er mit der Veröffentlichung der Trap-Single Kokaina im September 2016 bekannt. Mit knapp 10 Millionen Videoaufrufen auf YouTube innerhalb des ersten Monats avancierte der Musikclip zum erfolgreichsten deutschsprachigen YouTube-Video des Jahres 2016, im Januar 2018 überschritt es die Marke von 100 Millionen Aufrufen. Auch in den Singlecharts war das Stück erfolgreich: So erreichte es in Deutschland Platz 16 und hielt sich ab Charteinstieg im September 2016 durchgängig bis Mai 2017 in den Top 100, im Oktober desselben Jahres erzielte die Single Platinstatus. In Österreich stieg der Song bis auf Platz 50. Ende 2016 listete Puls Yacine als einen von drei vielversprechenden Rappern für das kommende Jahr. Bei den Hiphop.de Awards 2016 wurde Kokaina als „Bester Song national“ ausgezeichnet.
Ende Februar 2017 stieg Yacine mit einem Feature auf dem Song Cazal von KMN-Gang-Mitglied Zuna erneut in die deutschen Singlecharts ein. Am 22. Februar 2017 fielen mehrere Schüsse in der Dortmunder Nordstadt. Als Auslöser werden Streitigkeiten zwischen Yacine und dem ebenfalls aus Dortmund stammenden Rapper 18 Karat vermutet. Ein für den folgenden Tag geplantes Konzert im Dortmunder FZW wurde abgesagt. Yacine zufolge sei er schon einen Tag zuvor an der Stadtkrone Ost von maskierten Unbekannten mit einem Auto angefahren und verletzt worden.
Mitte Juli 2017 veröffentlichte Yacine mit Bon Voyage die erste Single-Auskopplung aus seinem Debütalbum Casia, welches am 13. Oktober 2017 erschien. Das Album erreichte im deutschsprachigen Raum hohe Chartplatzierungen, im Oktober bekam Yacine für die Single eine Goldene Schallplatte verliehen. Yacine ist damit der erste Rapper, dem es gelang, mit seinen ersten beiden Solo-Singles jeweils Goldstatus zu erreichen. Insgesamt wurden aus dem Debütalbum fünf Singles ausgekoppelt, alle konnten in die deutschen Singlecharts einsteigen. Ende Januar 2018 erreichte das Musikvideo zu Kokaina als erstes deutschsprachiges Rapvideo die 100 Millionen Aufrufe auf YouTube.
Im Laufe des Jahres 2022 gab Miami Yacine aufgrund von internen Differenzen seine Trennung von der KMN Gang bekannt.

## Diskografie

### Studioalben
| Jahr | Titel           | Höchstplatzierung, Gesamtwochen, AuszeichnungChartplatzierungen (Jahr, Titel, Platzierungen, Wochen, Auszeichnungen, Anmerkungen) | Höchstplatzierung, Gesamtwochen, AuszeichnungChartplatzierungen (Jahr, Titel, Platzierungen, Wochen, Auszeichnungen, Anmerkungen) | Höchstplatzierung, Gesamtwochen, AuszeichnungChartplatzierungen (Jahr, Titel, Platzierungen, Wochen, Auszeichnungen, Anmerkungen) | Anmerkungen                            |
| Jahr | Titel           | DE | AT | CH | Anmerkungen                            |
| ---- | --------------- | --- | --- | --- | -------------------------------------- |
| 2017 | Casia           | DE3 (18 Wo.)DE | AT4 (3 Wo.)AT | CH4 (3 Wo.)CH | Erstveröffentlichung: 13. Oktober 2017 |
| 2020 | Welcome 2 Miami | DE32 (3 Wo.)DE | AT26 (2 Wo.)AT | CH27 (2 Wo.)CH | Erstveröffentlichung: 29. Januar 2020  |

### Mixtapes
| Jahr | Titel   | Höchstplatzierung, Gesamtwochen, AuszeichnungChartplatzierungen (Jahr, Titel, Platzierungen, Wochen, Auszeichnungen, Anmerkungen) | Höchstplatzierung, Gesamtwochen, AuszeichnungChartplatzierungen (Jahr, Titel, Platzierungen, Wochen, Auszeichnungen, Anmerkungen) | Höchstplatzierung, Gesamtwochen, AuszeichnungChartplatzierungen (Jahr, Titel, Platzierungen, Wochen, Auszeichnungen, Anmerkungen) | Anmerkungen                             |
| Jahr | Titel   | DE | AT | CH | Anmerkungen                             |
| ---- | ------- | --- | --- | --- | --------------------------------------- |
| 2020 | Dilemma | — | — | CH57 (1 Wo.)CH | Erstveröffentlichung: 25. Dezember 2020 |

### Singles als Leadmusiker
| Jahr | Titel Album                         | Höchstplatzierung, Gesamtwochen, AuszeichnungChartplatzierungen (Jahr, Titel, Album, Platzierungen, Wochen, Auszeichnungen, Anmerkungen) | Höchstplatzierung, Gesamtwochen, AuszeichnungChartplatzierungen (Jahr, Titel, Album, Platzierungen, Wochen, Auszeichnungen, Anmerkungen) | Höchstplatzierung, Gesamtwochen, AuszeichnungChartplatzierungen (Jahr, Titel, Album, Platzierungen, Wochen, Auszeichnungen, Anmerkungen) | Anmerkungen                                                                        |
| Jahr | Titel Album                         | DE | AT | CH | Anmerkungen                                                                        |
| --- | ----------------------------------- | --- | --- | --- | ---------------------------------------------------------------------------------- |
| 2016 | Kokaina Casia                       | DE16 Platin · (34 Wo.)DE | AT50 Gold · (9 Wo.)AT | CH— GoldCH | Erstveröffentlichung: 9. September 2016 Verkäufe: + 425.000                        |
| 2017 | Bon Voyage Casia                    | DE5 Platin · (34 Wo.)DE | AT26 Gold · (16 Wo.)AT | CH30 Gold · (7 Wo.)CH | Erstveröffentlichung: 14. Juli 2017 Verkäufe: + 425.000                            |
| 2017 | Großstadtdschungel Casia            | DE41 (4 Wo.)DE | AT67 (1 Wo.)AT | CH70 (1 Wo.)CH | Erstveröffentlichung: 8. September 2017 feat. Zuna                                 |
| 2017 | Montpellier Casia                   | DE39 (7 Wo.)DE | — | — | Erstveröffentlichung: 22. September 2017                                           |
| 2017 | Daytona Casia                       | DE78 (2 Wo.)DE | — | — | Erstveröffentlichung: 6. Oktober 2017 feat. Para Mocro                             |
| 2017 | Rotterdam Casia                     | DE59 (1 Wo.)DE | — | CH80 (1 Wo.)CH | Erstveröffentlichung: 13. Oktober 2017                                             |
| 2018 | KMN Member –                        | DE11 (7 Wo.)DE | AT10 (4 Wo.)AT | CH9 (4 Wo.)CH | Erstveröffentlichung: 29. Juni 2018 KMN Gang feat. Azet, Miami Yacine, Nash & Zuna |
| 2018 | Testarossa Designer – EP            | DE21 (6 Wo.)DE | AT34 (3 Wo.)AT | CH42 (2 Wo.)CH | Erstveröffentlichung: 17. August 2018                                              |
| 2018 | Designer Designer – EP              | DE92 (1 Wo.)DE | — | — | Erstveröffentlichung: 12. Oktober 2018                                             |
| 2019 | Paul Castellano –                   | DE86 (1 Wo.)DE | — | — | Erstveröffentlichung: 3. Mai 2019                                                  |
| 2019 | Intro-Résumé Welcome 2 Miami        | DE5 (6 Wo.)DE | AT8 (5 Wo.)AT | CH6 (4 Wo.)CH | Erstveröffentlichung: 21. August 2019                                              |
| 2019 | Hayabusa Welcome 2 Miami            | DE17 (3 Wo.)DE | AT19 (1 Wo.)AT | CH18 (2 Wo.)CH | Erstveröffentlichung: 29. November 2019 feat. Azet                                 |
| 2019 | Alessandra Ambrosio Welcome 2 Miami | DE72 (3 Wo.)DE | — | — | Erstveröffentlichung: 20. Dezember 2019                                            |
| 2020 | Gang Gang Welcome 2 Miami           | DE53 (2 Wo.)DE | — | CH81 (1 Wo.)CH | Erstveröffentlichung: 10. Januar 2020                                              |
| 2020 | Ghetto Karibik Dilemma              | DE47 (1 Wo.)DE | — | — | Erstveröffentlichung: 26. Juni 2020                                                |
| 2022 | Akrapovic –                         | DE— aDE | — | — | Erstveröffentlichung: 14. Oktober 2022                                             |
| 2023 | Drill ma Drill –                    | DE— bDE | — | — | Erstveröffentlichung: 24. März 2023 feat. Azad                                     |
| Folgende Lieder erschienen nicht als Single, wurden aber durch das Album zum Download und Streaming bereitgestellt und konnten somit eine Platzierung erlangen: |                                     | | | |                                                                                    |
| |                                     | | | |                                                                                    |
| 2017 | Weil ich muss Casia                 | DE79 (1 Wo.)DE | — | CH54 (1 Wo.)CH | Charteinstieg: 20. Oktober 2017 feat. Azet                                         |
| 2017 | Zigarrendunst Casia                 | DE95 (1 Wo.)DE | — | — | Charteinstieg: 20. Oktober 2017                                                    |
| 2020 | McQueen Welcome 2 Miami             | DE41 (2 Wo.)DE | AT61 (1 Wo.)AT | CH68 (1 Wo.)CH | Charteinstieg: 7. Februar 2020 mit Sfera Ebbasta                                   |
| 2021 | Europol Dilemma                     | DE85 (1 Wo.)DE | AT48 (1 Wo.)AT | CH73 (2 Wo.)CH | Charteinstieg: 3. Januar 2021                                                      |

### Singles als Gastmusiker
| Jahr | Titel Album              | Höchstplatzierung, Gesamtwochen, AuszeichnungChartplatzierungen (Jahr, Titel, Album, Platzierungen, Wochen, Auszeichnungen, Anmerkungen) | Höchstplatzierung, Gesamtwochen, AuszeichnungChartplatzierungen (Jahr, Titel, Album, Platzierungen, Wochen, Auszeichnungen, Anmerkungen) | Höchstplatzierung, Gesamtwochen, AuszeichnungChartplatzierungen (Jahr, Titel, Album, Platzierungen, Wochen, Auszeichnungen, Anmerkungen) | Anmerkungen                                                                                 |
| Jahr | Titel Album              | DE | AT | CH | Anmerkungen                                                                                 |
| --- | ------------------------ | --- | --- | --- | ------------------------------------------------------------------------------------------- |
| 2017 | Cazal Mele7              | DE20 (10 Wo.)DE | AT69 (2 Wo.)AT | CH67 (1 Wo.)CH | Erstveröffentlichung: 17. Februar 2017 Zuna feat. Miami Yacine                              |
| 2018 | Uber Rockstar            | — | — | CH50 (1 Wo.)CH | Erstveröffentlichung: 19. Januar 2018 Verkäufe: + 50.000; Sfera Ebbasta feat. Miami Yacine  |
| 2018 | Fokus –                  | DE70 (1 Wo.)DE | — | — | Erstveröffentlichung: 10. August 2018 Jugglerz feat. Miami Yacine, Bausa, Nura & Joshi Mizu |
| 2023 | Grau –                   | DE— cDE | — | — | Erstveröffentlichung: 19. Mai 2023 Azad feat. Pajel & Miami Yacine                          |
| Folgende Lieder erschienen nicht als Single, wurden aber durch das Album zum Download und Streaming bereitgestellt und konnten somit eine Platzierung erlangen: |                          | | | |                                                                                             |
| |                          | | | |                                                                                             |
| 2018 | Rein raus Fast Life      | DE86 (1 Wo.)DE | — | — | Charteinstieg: 6. April 2018 Azet feat. Miami Yacine                                        |
| 2019 | Geld verdammt Super Plus | DE65 (1 Wo.)DE | — | — | Charteinstieg: 15. März 2019 Azet & Zuna feat. Miami Yacine                                 |

## Auszeichnungen für Musikverkäufe
| Platin-Schallplatte - Italien - 2018: für die Single Uber |

Anmerkung: Auszeichnungen in Ländern aus den Charttabellen bzw. Chartboxen sind in ebendiesen zu finden.
| Land/RegionAuszeichnungen für Musikverkäufe (Land/Region, Auszeichnungen, Verkäufe, Quellen) | Gold     | Platin     | Verkäufe | Quellen           |
| -------------------------------------------------------------------------------------------- | -------- | ---------- | -------- | ----------------- |
| Deutschland (BVMI)                                                                           | —        | 2× Platin2 | 800.000  | musikindustrie.de |
| Italien (FIMI)                                                                               | —        | Platin1    | 50.000   | fimi.it           |
| Österreich (IFPI)                                                                            | 2× Gold2 | —          | 30.000   | ifpi.at           |
| Schweiz (IFPI)                                                                               | 2× Gold2 | —          | 20.000   | hitparade.ch      |
| Insgesamt                                                                                    | 4× Gold4 | 3× Platin3 |          |                   |